# Michel Carré

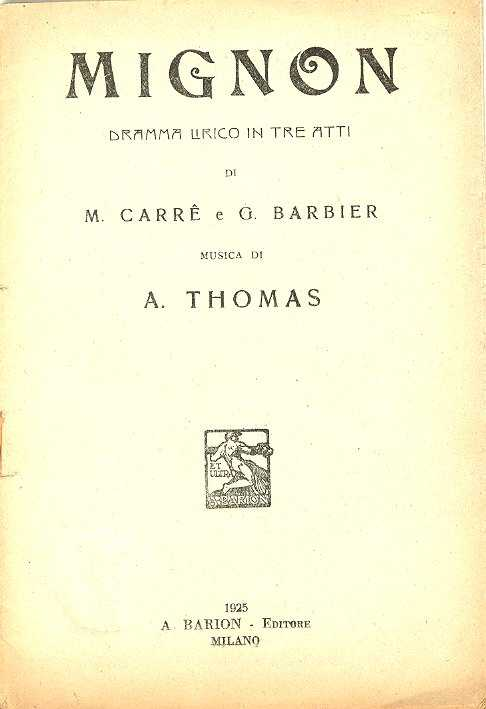
Mignon c. művének címlapja
(Attilio Barion kiadása, Mailand, 1925)

Michel Carré (Besançon, 1821. október 20. – Argenteuil, 1872. június 27.) francia költő.

## Élete
1840-ben festői ambíciókkal indult Párizsba, ám a festészet helyett az írással kezdett foglalkozni. Barbier-vel és másokkal együtt több vígjátékot, vaudeville-t és operettszöveget írt. Számos művét magyarra is lefordították.
Fia, Michel-Antoine Carré (1865–1945) szintén librettókat írt, később némafilmeket is rendezett.

## Nevezetesebb művei

### Költeményei
- Les folles rimes (1841)

### Drámái
- La jeunesse de Luther (1843)
- L'eunuque (1843)
- Scaramouche et Pascariel (1847)
- Faust et Marguerite (1850)